# 伊涅赖河
伊涅赖河（法語：Igneraie，法語發音：[iɲʁɛ]）是法国奥克西塔尼大区安德尔省的河流，是安德尔河的右支流，长37.3千米。